# Costa del Rumbau
Costa del Rumbau és un possible taller d'indústria lítica trobat al municipi català de Peramola, a la província de Lleida, a una costa del Roc de Rumbau, inclòs a l'Inventari del Patrimoni Arqueològic i Paleontològic de Catalunya.
El jaciment de la Costa del Rumbau, situat al municipi de Peramola, a la comarca lleidatà de l'Alt Urgell, es troba a una zona de talussos al Roc de Rumbau. En tota aquesta àrea, es va constar la presència d'indústria lítica en superfície, tallada sobre còdol, malgrat no trobar-se aquesta zona afectada per les terrasses fluvials quaternàries del Segre. L'any 2005 es dugué a terme una intervenció arqueològica preventiva en la zona motivada pel projecte de "Concentració parcel·lària de la zona regable de Peramola i Bassella". Durant aquesta prospecció no es localitzà cap resta arqueològica en superfície. Les cronologies que es tenen situen al jaciment al Paleolític inferior mitjà, entre el 120.000 i el 50.000 abans de la nostra era.
La primera intervenció es du a terme a finals del desembre de 2004. Fruit d'una prospecció superficial dels terrenys afectats pel projecte de la variant d'Oliana, es realitza una intervenció preventiva a càrrec de l'empresa arqueològica Àtics SL i finançada per la Direcció General de Carreteres. L'any 2005 es dugué a terme una intervenció preventiva a càrrec de la mateixa empresa, Àtics SL, i patrocinada per l'empresa SUMMA SA en la zona motivada pel projecte de "Concentració parcel·lària de la zona regable de Peramola i Bassella". Durant la prospecció en la zona no es va documentar cap material arqueològic en superfície.
Les troballes, totes en superfície, consten de una sèrie de objectes d'indústria lítica, tallada sobre còdol. Avui dia es troben a Cal Rutxé, a Peramola.